# Noemi La Terra
Noemi La Terra (* 1978 in Wolfsburg) ist eine italienische Sängerin und Musikerin. Sie stammt aus einer sizilianischen Familie und wuchs in Deutschland zweisprachig auf.

## Werdegang
Nach einigen Semestern Alte und Mittelalterliche Geschichte und Romanische Sprachwissenschaften studierte sie Jazzgesang an der Dresdner Musikhochschule bei Céline Rudolph und Alte Musik bei Ludger Rémy.
Von 2012 bis 2014 folgte ein Masterstudiengang an der Folkwang Universität in Essen zum Thema „Musik des Mittelalters“, dabei lernte sie mittelalterliche Drehleier und gotische Harfe zu spielen. Zahlreiche Meisterkurse, beispielsweise bei Benjamin Bagby, Anne Azéma, Monica Mauch und Marco Beasley, ergänzten ihr Studium.
Im Anschluss an den Master folgte eine Fortbildung zur Musik des Mittelalters auf einer Burg in Fürsteneck in Hessen mit Marc Lewon, Uri Smilansky und Babtiste Romain, die im November 2016 ihren Abschluss gefunden hat.
Vielfältige Erfahrungen als Sängerin sammelte sie im Jazz mit seinen unterschiedlichsten Facetten, im Gospel, in Neuer Musik, Improvisation, traditioneller süditalienischer und arabischer Musik sowie als Mezzosopran in der Alten Musik mit ihren eigenen Projekten und bei renommierten Ensembles wie „Sarband“ (Ltg. Vladimir Ivanoff) und „Ars Choralis Coeln“ (Ltg. Maria Jonas). Sie ist Mitglied des „Berliner Solistenchores“ (Ltg. Christian Steyer), der jedes Jahr mit dem Programm „Alte Weihnachtslieder Neu“ konzertiert.
Gastspiele führten sie quer durch Deutschland, Frankreich, die Schweiz und Österreich, sowie nach China und New York.
Seit einigen Jahren erforscht sie Gesänge ihrer ursprünglichen Heimat Sizilien. Ihr neues Programm trägt den Namen „Canti Del Mare E Della Terra“ (Gesänge des Meeres und der Erde), wo sie zusammen mit ihren Musikern sizilianische Weisen und Geschichten Siziliens bearbeitet hat.

## Projekte
Ihre Projekte sind „Donnafugata“ mit dem sie sich der Alten Musik widmet und „Zagara“, eine Mischung aus Jazz und sizilianischer Folklore. Als „Donna in Fuga“ ist sie auch Solo als Cantastorie (Geschichtensängerin) zu erleben mit zur Zeit zwei Programmen: Lieder der Trobadors und Laude aus Florenz und Cortona. Im Sommer 2017 gründete sie eine Frauenschola „Cantica Sibyllarum“ in Dresden, die sich mit der Musik des Mittelalters beschäftigt.

## Privates
Sie lebt mit ihrem Mann und ihren drei Kindern in Dresden.

## Diskografie
- Ensemble Donnafugata, Lamentatori di Montedoro, Noemi La Terra, Susanne Ansorg and Peter Rabanser: „La Voce Della Passione“ (deutsch: „Die Stimme der Passion“, Raumklang, 2014)